# Basilejská kompaktáta
Kompaktáta či basilejská kompaktáta jsou výsledek ujednání mezi basilejským koncilem a zástupci husitských Čech a Moravy, která se konala v letech 1433 až 1435. Upravovala vztahy mezi husity a římskou církví. Zpečetěna a slavnostně vyhlášena byla 5. července 1436 na tzv. Jihlavském sněmu v Jihlavě. Jejich nejdůležitějším bodem bylo přiznání nároku na přijímání z kalicha pro všechny příslušníky utrakvistických frakcí církve.

## Vyjednávání s koncilem
14. srpna 1431 koalice husitských svazů pod velením Prokopa Holého rozdrtila vojska čtvrté křížové výpravy v bitvě u Domažlic. Teprve tato porážka odradila zahraniční nobilitu a vysoké církevní hodnostáře od dalších pokusů podmanit kacířské Čechy silou a z jejich strany začal sílit tlak na urovnání konfliktu diplomatickou cestou. Tohoto stavu věcí využil legát apoštolské stolice v Čechách, Uhrách a Německu kardinál Giuliano Cesarini, jenž zahájil s husitskými předáky přímé rozhovory o jejich přítomnosti na právě probíhajícím basilejském koncilu. Poselstvo, v čele s Prokopem Holým a Vilémem Kostkou z Postupic, vyrazilo na cestu v prosinci 1432 a do Basileje dorazilo 4. ledna 1433. Veřejné slyšení, kde se ve vzájemné rozpravě utkali čtyři bohoslovci z každé strany, jejichž úkolem bylo vyvrátit, potažmo obhájit, platnost čtyř pražských artikulů, bylo zahájeno 10. ledna.

### Program čtyř pražských artikulů
Program pochází z roku 1420 a původní pořadí artikulů bylo jiné (na prvním místě bylo svobodné hlásání Slova Božího). Na koncilu byly projednávány a posléze do kompaktát zahrnuty články v tomto pořadí:
1. přijímání pod obojí způsobou jako podmínka spasení (pro všechny)
  - před koncilem hájil přijímání podobojí Jan Rokycana, zástupce pražských husitů; proti němu stál chorvatský dominikán Jan z Dubrovníka (Ivan Stojković).
2. trestání smrtelných hříchů bez rozdílu postavení
  - táborský kněz Mikuláš Biskupec z Pelhřimova hájil teze o trestání smrtelných hříchů a měl za odpůrce Jiljího (Gillese) Charliera, synovce největšího Husova odpůrce v Kostnici Jeana Gersona a doktora Pařížské univerzity
3. svobodné kázání Slova Božího (Bible)
  - německý dominikán Heinrich Kalteisen, inkvizitor a velký znalec kacířských nauk, měl potírat vývody Oldřicha ze Znojma, sirotčího (dříve orebského) kněze
4. odnětí světského majetku církvi (omezení přepychu a světské moci církve)
  - nejvýznamnějším účastníkem této debaty byl barcelonský arcijáhen Jan Palomar, který stál proti vzdělanému a zkušenému Petru Paynovi, známému v Čechách jako mistr Engliš. Ten hájil poslední bod, vyvlastnění církevního majetku

Disputace probíhaly až do 13. dubna 1433. Šest dní jednání bylo věnováno slavnostním zasedáním a obecným otázkám, úvodní výklady k artikulům zabraly 27 dní a repliky dalších 18 dní. Nepřinesly přesvědčivé výsledky, a když se husitská delegace rozhodla (pro nedostatek finančních prostředků) k odjezdu z Basileje, koncil vyslal do Čech legaci, aby se pokračovalo ve vyjednávání v Praze.

## Následná jednání a vyhlášení kompaktát
10 vyslanců koncilu v čele s biskupem Filibertem a auditorem Janem Palomarem přijelo do Prahy v květnu 1433. Bezvýsledná jednání na půdě českého sněmu probíhala několik týdnů, legáti nebyli ochotni k ústupkům, nicméně bylo rozhodnuto pokračovat opět v Basileji, kam odjeli jako zástupci husitů mistr Prokop z Plzně, Martin Lupáč a Matěj Louda z Chlumčan. Na podzim se vrátili spolu se čtyřmi legáty, kteří přinesli první návrh dohody ohledně čtyř artikulů. Tento dokument se stal základem pro kompaktátní ceduli A, projednávanou v Praze mezi listopadem a prosincem 1433. K ní se vzápětí přidaly cedule B a C, vzniklé z potřeby upřesnit některé nejasnosti v ceduli první. Hlavními vyjednávači za koncil byli opět Filibert a Palomar. První verzi kompaktát přijali s určitými výhradami a rukoudáním stvrdili zástupci husitského kněžstva 30. listopadu 1433. Dohodu měl schválit svatomartinský sněm, ale formulace týkající se prvního a čtvrtého artikulu byly pro husitskou stranu nepřijatelné. Husité sice po basilejských jednáních pochopili, že prosadit přijímání podobojí jako jedinou cestu ke spasení pro celý křesťanský svět se jim nepodaří, ale nadále usilovali o závaznost kalicha pro obyvatele Čech a Moravy, zde však koncil nemohl ustoupit. Problematické se jevilo také ujednání o držení zabraného církevního majetku. Sněm vyslal k dalším jednáním do Basileje Martina Lupáče, aby se pokusil prosadit ještě nějaké změny.

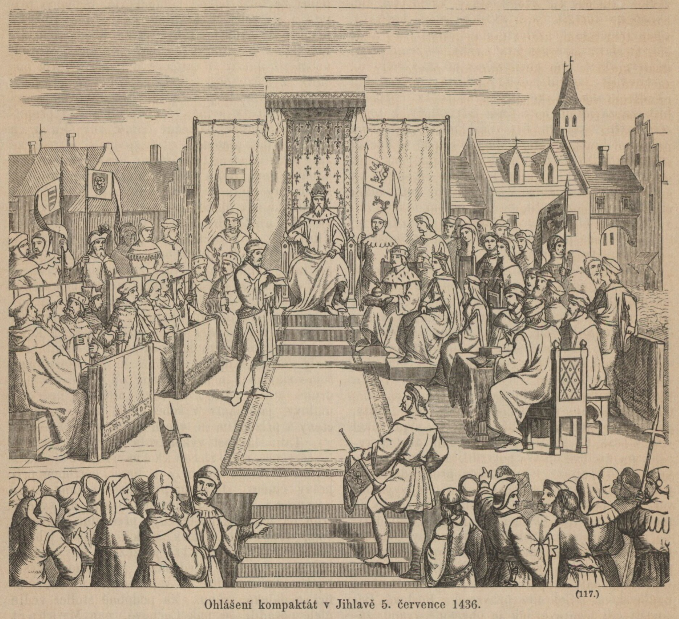
Vyhlášení Basilejských kompaktát v Jihlavě (Česko-moravská kronika, 1868)

Po bitvě u Lipan získali v Čechách převahu umírnění utrakvisté a byla větší vůle k dohodě. Následovala další jednání mezi husity a zástupci koncilu, do nichž se zapojil i Zikmund Lucemburský, který usiloval o uznání za českého krále: v Řezně (1434), v Basileji (1434), v Brně (1435), ve Stoličném Bělehradě (1435–1436) a v Jihlavě (1436). Cílem bylo dovést výsledky z přelomu let 1433–1434 k úspěšnému konci, tj. převést text kompaktát do listinné podoby, zpečetit je a slavnostně vyhlásit – pak by se stalo přijímání podobojí legálním a husité by se navrátili zpět do lůna církve. Snahy husitské strany text revidovat nebyly příliš úspěšné, při sporech o formulace se podařilo pouze pozměnit text dohody o světském panování kněží (přidání slůvka iniuste zajišťovalo možnost ponechání některých původně církevních majetků ve světských rukou). Na druhou stranu se při brněnských jednáních podařilo sepsat další dva klíčové dokumenty přináležející ke kompaktátům, jejichž text zajišťoval husitům například sejmutí veškerých církevních trestů.
Na posledních jednáních v Jihlavě byla sepsána definitivní podoba kompaktát i souvisejících dokumentů, listiny byly opatřeny pečetěmi legátů koncilu, Zikmunda a moravského markraběte Albrechta. Kompaktáta byla slavnostně vyhlášena dne 5. července 1436 na jihlavském náměstí, kde je v latině přečetl Jan Rokycana. Následujícího dne byla přečtena v češtině při slavnostní bohoslužbě v chrámu sv. Jakuba Většího.
Čechům a Moravanům, „kteříž taký obyčej mají“, povolovala kompaktáta přijímání z kalicha, pokud se srovnají s učením katolické církve v ostatních směrech, a to pouze dospělým osobám. Zrovnoprávnila tak přijímání pod jednou i pod obojí: „pod každú zpósobú jest celý a plný Kristus“. Ostatní artikuly jsou v kompaktátech zapracovány v oslabené kompromisní podobě.

## Další vývoj
Vyhlášení kompaktát otevřelo Zikmundovi cestu na český trůn, tj. uznání jeho korunovace z roku 1420. Předtím však musel vydat stavům království českého velké privilegium, kde mimo jiné přislíbil dodržování kompaktát (dokument bývá nazýván císařská kompaktáta). Ve funkci zemského zákona Basilejská kompaktáta nahradila čtyři pražské artikuly, Čechy se staly královstvím dvojího lidu. Závazek zachovávat kompaktáta byl později součástí volební kapitulace králů Albrechta, Ladislava Pohrobka i Vladislava Jagellonského.
Basilejská kompaktáta byla smlouvou mezi husity a koncilem, nebyla potvrzena papežem. Proto vyslal v roce 1446 český sněm poselstvo k papeži s žádostí o jejich potvrzení a o uznání voleného arcibiskupa Jana Rokycany. Papež Mikuláš V. tomu nebyl nakloněn a poslal do Prahy legáta Jana Karvajala. Ten si při jednání na Staroměstské radnici vyžádal originály listin, které se pak pokusil 23. května 1448 tajně vyvézt ze země; když to konšelé zjistili, vyslali za ním ozbrojence a byl nucen drahocenné dokumenty vrátit. O potvrzení kompaktát znovu žádal v roce 1462 Jiří z Poděbrad, který vyslal do Říma poselstvo vedené Zdeňkem Kostkou z Postupic. Papež Pius II. však kompaktáta jednostranně zrušil s odůvodněním, že byla ujednána jen pro nejstarší generaci husitů a že je pro další generace římská kurie neuznala.
Jiří z Poděbrad papežovo rozhodnutí nepřijal a kompaktáta zůstala základním právním dokumentem upravujícím postavení utrakvismu v 15. i 16. století. Ke kompaktátům se hlásily i dohody Kutnohorského náboženského míru z roku 1485 (do náboženského smíru však nebyla zahrnuta Jednota bratrská, která byla ze strany utrakvistů utlačována). V 16. století pronikly do Čech myšlenky Martina Luthera a později i Jana Kalvína, což posílilo pocit sounáležitosti kališníků s Římem – utrakvisté se na rozdíl od Jednoty bratrské považovali za autonomní součást obecné katolické církve. Kompaktáta postupně ustupovala do pozadí, přesto však měla platnost zemského zákona až do roku 1567, kdy o jejich vypuštění z desek zemských požádaly Maxmiliána II. české protestantské stavy.

## Význam
Kompaktáta uzákonila v českých zemích (prvně na světě) dvojvěří, tedy jistou omezenou svobodu vyznání.
Následná evropská protestantská hnutí přijala za jeden ze svých základních požadavků a odlišností oproti Římu přijímání podobojí, zavedené husity.

## Památky
Dvě kompaktátní desky s citátem z usnesení, ve dvou jazykových verzích – v češtině a v latině, vytesané do kamene, byly umístěny na vnější stěnu kaple Božího Těla na Karlově náměstí (Dobytčím trhu) v Praze na Novém Městě, která stála na křižovatce dvou rušných dálkových cest, a proto si kterýkoliv kolemjdoucí nebo kolemjedoucí mohl text přečíst. Po zboření této kaple koncem 18. století byly desky umístěny v Klementinu a postupně přenášeny na různá místa. Dnes jsou vystaveny v Lapidáriu Národního muzea na Výstavišti, v jeho druhém sále mezi památkami pozdní gotiky. Každá z desek je tesaná z pískovce, má rozměry 70 × 181 cm, tloušťku 10 cm, a její reliéfní nápis gotickou minuskulou (čili frakturou) je zlacený.